# Juan Ricondo (cantautor)
Juan Ricondo Vallejo, conocido artísticamente como Juan Ricondo, (Santander, 15 de enero de 1985) es un cantante, compositor y  actor español. Público su álbum debut, An American Affair, en octubre de 2015. En agosto de 2019, ganó el premio del público del festival musical internacional New Wave en Sochi.

## Biografía
Nació el 15 de enero de 1985 en Santander, España. Ricondo es el primer artista de su familia. Es el mayor de dos hermanos y desde joven soñaba con ser artista.
Se diplomó en Derecho por la Universidad de Cantabria y al mismo tiempo, estudió interpretación en la escuela del Palacio de Festivales de Cantabria en Santander. Poco después, se mudó a Madrid para continuar sus estudios de interpretación en la escuela Teatro de Cámara Chekov. 
Trabajó en todo tipo de profesiones mientras se presentaba a audiciones para series de T.V y Cine. Consiguió un papel en la serie Yo soy Bea. También comenzó a actuar como cantante en salas y pubs de Madrid y a escribir sus primeras canciones que publicaría en Myspace.

## Trayectoria
En 2005, recibió una beca del Gobierno de Cantabria para estudiar en el Instituto de Teatro y Cine Lee Strasberg de Nueva York.
Allí se interesa por artistas como Frank Sinatra, Tony Bennett, Dinah Washington y poco después forma una banda de jazz y comienza a dar conciertos por clubs de Manhattan.
Uno de sus profesores de la escuela de interpretación,Paul Calderón, le sugirió que se dedicara profesionalmente a la música. Pronto descubrió que la música era a lo que realmente quería dedicarse. Uno de sus profesores de canto fue Gary Catona. En 2011, actúa como artista invitado en el certamen de belleza alemán Miss Germany 2011. En 2018 presenta “The J.R Show, A Hollywood Story" en el Teatro Calderón (Madrid). 
Una gira espectáculo inspirada en los antiguos programas de TV americanos de los años 60.

## Discografía

### Álbumes de estudio
| Año  | Título             | Detalles                      |
| ---- | ------------------ | ----------------------------- |
| 2015 | An American Affair | Formatos: Digital, CD, Vinilo |

### Singles
| Año  | Título            | Detalles |
| ---- | ----------------- | -------- |
| 2015 | Solo pienso en ti | Single   |
| 2016 | Like a Lullaby    | Single   |
| 2017 | Háblame           | Single   |
| 2018 | Un día más        | Single   |
| 2019 | Crocodile Rock    | Single   |

## Giras musicales
- 2018 The J.R Show. A Hollywood Story Tour.

## Premios y reconocimientos

### New Wave Music Festival
El Festival Musical New Wave es un concurso internacional televisivo de carácter anual que se celebra en Sochi.
| Año  | Nominado     | Categoría          | Resultado |
| ---- | ------------ | ------------------ | --------- |
| 2019 | Juan Ricondo | Premio del público | Ganador   |

## Apariciones en televisión

### Series de televisión
| Año  | Título     | Personaje      | Director           |
| ---- | ---------- | -------------- | ------------------ |
| 2009 | Yo soy Bea | Javier Lagasca | Rafael de la Cueva |

### Programas de televisión
- 2015 Antena3 TV, reportaje.
- 2016 Telemundo Acceso Total, invitado.
- 2019 Fashion TV Moscow, reportaje.
- 2019 New Wave, artista participante Invitado.